# Vallespir

Lage der historischen Comarca Vallespir im Département Pyrénées-Orientales

Das Vallespir ist eine naturräumliche Gliederungseinheit der französischen Pyrenäen.
Die Hauptstadt ist Céret. Im Nordwesten wird das Vallespir von den Aspres begrenzt.

## Geschichte
Das Vallespir und die anderen Comarques in Nordkatalonien wurden infolge des Pyrenäenfriedens von 1659 vom restlichen Katalonien abgetrennt und Frankreich zugesprochen.
Das Vallespir ist eine historische Comarca Nordkataloniens im Süden von Frankreich. 